# Mszanna (Mazovie)
Pour les articles homonymes, voir Mszanna.
Mszanna (prononciation : [ˈmʂanna]) est un village polonais de la gmina d'Olszanka dans le powiat de Łosice de la voïvodie de Mazovie dans le centre-est de la Pologne.
Il se situe à environ 6 kilomètres à l'est de Olszanka (siège de la gmina), 8 kilomètres au sud de Łosice (siège du powiat) et à 120 kilomètres à l'est de Varsovie (capitale de la Pologne).
Le village possède une population de 179 habitants en 2010.

## Histoire
De 1975 à 1998, le village appartenait administrativement à la voïvodie de Biała Podlaska.